# 聖戦ケルベロス
『聖戦ケルベロス』は（せいせんケルベロス）は、ファンプレックスによって配信・運営されていたソーシャルゲーム。サービス期間は2011年4月18日 - 2018年4月18日。

## ソーシャルゲーム
2011年4月14日オープンβテスト開始、同年4月18日正式サービス開始。キャッチコピーは「戦友と共に強くなれ」。ジャンルはソーシャルストラテジーRPG。
サービス開始当初の運営はグリーが行っており、「クエスト」「コロシアム」「バトルフィールド」の３つの異なるゲームモードを一つの保有デッキで楽しめる、画期的なソーシャルゲームとして評判を集める。
2015年10月より新設したソーシャルゲーム子会社・ファンプレックスへ運営が移管されている。
2018年4月18日15時をもってサービスを終了した。

## TCG『ジーククローネ』
『ジーククローネ』は、2012年6月27日から2015年12月25日まで展開していたGREE初のトレーディングカードゲーム。『聖戦ケルベロス』とは第1弾からの参戦タイトルとして実装。

## コミカライズ
『聖戦ケルベロス〜もう一人の英雄〜』
原作グリー、漫画原作メーブ、漫画鳴海聖二郎。『別冊少年マガジン』2013年4月号から11月号まで連載。書籍は講談社コミックスより全2巻発売。

## テレビアニメ
『聖戦ケルベロス 竜刻のファタリテ』（せいせんケルベロス りゅうこくのファタリテ、中: 竜心戦記）というタイトルで、日本では2016年4月より6月までテレビ東京ほかで放送された。中国では、3月より動画サイト・iQIYIで先行配信された。

### あらすじ
クナアーン大陸には聖アモリア王国、イシルフェン王国、ヴァンロディス王国という3つの王国があり、その力は互角だった。
魔導師達はその大陸を脅かす邪竜・ダガンゾートを封印するための儀式を行おうとしたところ、何者かの妨害を受け、ダガンゾートに殺されてしまった。
封印に参加していた魔導師バイロとキスミテーテの子であるヒイロは、夫妻の従者であるギルーに救われ、剣の修行をした。10年後、彼は両親の敵を討つべく、養父を引き連れ旅に出る。

### 登場人物

#### 主要人物
ヒイロ
声 - 松岡禎丞
本作の主人公。見習い剣士の少年。両親に自身と邪竜・ダガンゾートの心臓を入れ替えられているため、首から胸にかけてダガンゾートと同じ痣を持つ。物語終盤ではさすらいの剣士を名乗る。
10年前、「バルバゴアの惨劇」で両親を喪った際、両親の従者・ギルーに救われ、以降10年間彼の許で剣の修行を受ける日々を送る。16歳を迎えた時、ダガンゾートを退治し両親の仇を取るため、一人家を飛び出した。厨二病気質で自信過剰とも言える言動・行動が見られるが、ギルー曰く剣の才能は無いため、10年修行したその力量は2話においてスライムを倒せないほど。また、店の主人の言葉を鵜呑みにして、普通は買わないであろう物を買ってしまう世間知らずな面もある。
剣の才能は無いものの身体能力は高い。また、潜在的な魔導師としての能力も高く、テオ老師も驚くほどの魔力を有している。しかし、恐怖や怒りが極限まで達すると人間としての理性がなくなり、眼前の敵を倒すことのみを目的とした竜態となる。更にその身体能力の高さが災いし気位や自尊心だけは高い一方で地道な努力を非常に嫌い、仇討ちを標榜している割に肝心の鍛錬はギルーに言われて渋々やる程度に過ぎない。このため当初はギルーがいなければ仇討ちどころか日々の生活すら成り立たず、皆から半ば本気で愛想を尽かされかけるなどの事態も引き起こしてしまう。
イインセキセでは父・バイロが所持していた「封殺の宝玉」（グラントロワ）を奪還するためナンブーコを追い求める。最終決戦ではダガンゾートと融合したナンブーコの前に劣勢となるも、彼が用済みとなったサラートを攻撃したことに激高、ナンブーコを撃破した。
サラート
声 - M・A・O
長く青い髪に青い瞳をした謎の美少女。正体はダガンゾートが放つ滅魂の炎に対抗する「盾」としてバッハロッパによって創られた魔導人形。体内に核としてダガンゾートから生成された竜結晶が組み込まれている。ヒイロ（の邪竜の心臓）に引かれ出会う。
砂ドラゴンの口の中から登場という仕方でヒイロ達の前に現れた。終盤でナンブ―コの力により彼の傀儡とされヒイロを攻撃する。ナンブ―コに竜結晶を破壊され機能が停止するが、ナンブ―コを倒したヒイロにより彼の心臓を体内に入れられる。
エリン
声 - 内田真礼
豊満な体つきをした亜人の美女。情報屋。ヒイロよりも年上。ヒイロたちとは、つかず離れずの距離感で接している。ヒイロ達に情報を提供することで恩を売り、場合によってはナンブーコに情報を高く売りつけることも辞さない。
ギルー
声 - 楠大典 / 本城雄太郎（幼少時代）
ヒイロの養父兼執事的存在。オーガである父と人間である母の混血。母を追跡した人間達がオーガ狩りを行ったことでオーガ達が甚大な被害を被ってしまい、責任を追及された父と母がオーガ達自身の手で私刑にされたという壮絶な過去をもつ。「義を見てせざるは勇無きなり」という父の最期の言葉に従い、自分が守りたいと思うものを守れるよう日々鍛錬に励んでいる。
かつてはバイロとキスミテーテの従者であった。バルバゴアの惨劇でヒイロを救って以降、彼を育てた。料理も出来る。ヒイロの魔導師としての才能に気付いた。
ヒイロが一人家を飛び出した際はパルパと共に探し当て同行する。
トミッテ
声 - 小笠原亜里沙
イインセキセの孤児盗賊団のリーダー。一人称は「おいら」。口は達者だが殴り合いを避ける傾向にある。
パルパ
声 - 上田燿司
バイロおつきの会計士でヒイロのもう一人の育ての親。関西弁を話すツッコミ役。会計士と言う職業柄、金銭に細かく帳簿をつけるのが好き。

#### ナンブ―コ一派
ナンブーコ
声 - 咲野俊介
武器商人。独自の武器で三国のパワーバランスを裏から支配している。ダガンゾートに魅せられており、バルバゴアでは封印を行うバイロに矢を射て妨害、間接的にバイロらを殺害した。
最終決戦ではダガンゾートと融合し圧倒的な力を見せるがヒイロに倒された。
シャリシャルー
声 - 伊瀬茉莉也
ナンブーコの従者である亜人の魔法使い。362歳だが外見は幼い。性格は見た目通り子供だが、怒った際はべらんめえ口調になる。ナンブーコの右腕左足を自称し、彼の命には如何なる内容であろうとも忠実に従うが、実際にはナンブーコに利用されているだけである。
ナンブーコの命令で何度となくヒイロ達の前に立ちはだかるが作戦はすべて失敗し彼の不評を買ってついには幽閉される。汚名返上を焦り、ナンブーコから示されたイエロードッグ（魔獣）との融合を受け入れる。
融合後はグラマラスな体にイエロードッグの角や尻尾を生やした女性の姿になり、その力でヒイロを拉致し、さらに救出に来たサラートをナンブーコと三人まとめてバルバゴアへと転送する。その直後ナンブーコにあっさりと切り捨てられ閉じたジャイロキアスの球体の中に取り残されてしまう。脱出のために一時的にギルー達と手を組むが、バルバゴアへ着いた後は再び彼に刃を向けナンブーコを援護する。
ナンブーコの死後は彼女を慕う副官や部下達と共に新たな人生を歩み始めた模様。
バッハロッパ
声 - 小室正幸
ナンブーコの命により新兵器の開発を行う老人。サラートの製作者。人間や亜人を用いた実験は躊躇せず行うが、サラートの身だけは案じており、彼女の身に危険が及ぶことを知るとナンブ―コの命でさえ平然と背く。最期はナンブ―コの攻撃からサラートを庇い死亡した。

#### その他の人物
ムムー
声 - 沼倉愛美
亜人の商人。時空を曲げてどこにでも現れることが出来る。相手が困ってる時は足元を見てボッタクリ価格を提示する。ヒイロ達とはビジネスパートナーの関係。終盤ではパルパ等の依頼を受け、兵器を用いてジャイロキアスの外壁を破壊した。
バイロ、キスミテーテ
声 - 近藤孝行（バイロ）、川﨑芽衣子（キスミテーテ）
ヒイロの両親。「バルバゴアの惨劇」で命を落とした。バイロは「封殺の宝玉」、キスミテーテは「神の剣」を所持していた。
アモ
声 - 沖佳苗
ユピテ
声 - 福緒唯
ベシャテ
声 - 川﨑芽衣子
領主
声 - 坂口候一
ラグー、マリッタ
声 - 西凜太朗（ラグー）、沖佳苗（マリッタ）
ギルーの両親。オーガの村で凶事が起きた際、ギルーを逃がすも、人間（マリッタ）を村に引き入れたことを原因と考えた他の村人に縛り首にされ殺害された。
テオ
声 - 後藤哲夫
バイロの師。サラートとは友人関係。来訪者が土産を持参しなかった場合は事あるごとにそれに触れる。ヒイロの魔力を見抜き虚空剣を伝授した。
ダガンゾート
クナアーン大陸の各地に現れ破壊の限りを尽くした邪竜。心臓をヒイロのと入れ替えられ封印されたため、ヒイロと同じ痣を持つ。イインセキセに現れた際、飛んでくる矢からヒイロ（自身の心臓）を守った。最終決戦ではナンブ―コと融合した。

### 用語
クナアーン大陸
本作品の舞台。剣と魔法が支配する世界。人間の他、亜人やモンスターなどが登場する。
聖アモリア王国
三強国の一角で獅子王アルヴァレスが治める。イメージカラーは赤。
イシルフェン王国
エルフと思われる耳の尖った種族の国。三強国の一角で女王である妖精王ルーウェリンが治める。イメージカラーは緑。
ヴァンロディス王国
三強国の一角で青年王カリストが治める。イメージカラーは青。
滅魂の炎
ダガンゾートの放つ全てを消滅させる力を持つ炎。
竜結晶
ダガンゾートの血液から生成された結晶。滅魂の炎でさえ防ぐことが可能。
ジャイロキアス
魔王名及び魔王が住した本拠地の名。ナンブーコの居城がある。
ダルハルバート
魔王ジャイロキアスを倒した英雄。
竜極
ダガンゾートが完全に復活する刻。前兆として日食が起こる。

### スタッフ
- 原作 - 聖戦ケルベロス（グリー）
- 監督 - 近藤信宏
- 助監督 - 内山まな
- シリーズ構成 - 大野木寛
- キャラクターデザイン・プロップデザイン - 統月剛
- 総作画監督 - 福島勇、出野喜則
- クリーチャー・アクション作画監督 - 高瀬健一
- 美術設定 - 藤瀬智康、佐藤正浩
- 美術監督 - 永吉幸樹
- 色彩設計 - 古河寿子
- 撮影監督 - 大泉鉱
- 編集 - 今井大介
- 音響監督 - 原口昇
- 音楽 - 木村秀彬、信澤宣明
- 音楽制作 - ポニーキャニオン
- 音楽プロデューサー - 高畑裕一郎
- プロデューサー - 楊暁軒、宿輪浩介、菅沢正浩、Doris Ng、Ming H.chan
- アニメーションプロデューサー - 中山浩太郎、牧野公翔
- アニメーション制作 - ブリッジ
- プロデュース - Children's Playground Entertainment、ジェンコ
- 製作 - 聖戦ケルベロス製作委員会（iQIYI、グリー、テレビ東京、メディアリンク[2]）

### 主題歌
日本語版
オープニングテーマ「Resonant Heart」
作詞 - ミズノゲンキ / 作曲 - y0c1e / 編曲 - 堀江晶太 / 歌 - 内田真礼
第1話ではエンディングテーマとして使用。
エンディングテーマ「Xenotopia」（第2話 - ）
作詞・作曲・編曲 - おぐらあすか / 歌 - 三森すずこ

中国語版
オープニングテーマ「Brightest Belief」
歌 - 小愛的媽
エンディングテーマ「Dragon Heart Wars」
歌 - ハム・ウンジョン

### 各話リスト
| 話数   | サブタイトル                                              | 脚本              | 絵コンテ | 演出     | 作画監督                                      |
| ------ | --------------------------------------------------------- | ----------------- | -------- | -------- | --------------------------------------------- |
| 第1話  | ロード・オブ・ダークドラゴン The Lord of the Dark Dragons | 大野木寛          | 近藤信宏 | 内山まな | 福島勇、出野喜則 柳瀬譲二、角谷知美           |
| 第2話  | ダーク・クリスタル The Dark Crystal                       | 大野木寛          | 河本昇悟 | 伊藤史夫 | 袴田裕二、山口光紀                            |
| 第3話  | ヒドゥン・フォートレス The Hidden Fortress                | 大野木寛 十川誠志 | 近藤信宏 | 門田英彦 | 權容祥、吉田肇 新宮祐介                       |
| 第4話  | エクスペクテッド・ジャーニー An Expected Journey          | 十川誠志          | 田邊泰裕 | 竹内崇   | 伊藤陽祐、馬場竜一 長尾浩生                   |
| 第5話  | センス The Sense                                          | 十川誠志          | 河本昇悟 | 山地光人 | 中野彰子、八木元喜 柳瀬譲二                   |
| 第6話  | ストレンジ・ラブ Strangelove                              | 大野木寛          | 山口純一 | 門田英彦 | 吉田肇、臼田美夫 權容祥                       |
| 第7話  | トランスフォーム Transform                                | 十川誠志          | 井内秀治 | 清水一伸 | 遠藤省二、椎葉幹朗 丸山匡彦、Kim Ki Yeob      |
| 第8話  | ダーク・シャドウ The Dark Shadow                          | 十川誠志          | 前沢雅彦 | 鈴木勇士 | 渡辺健一、柴田ユウジ 山口光紀、竹森由加       |
| 第9話  | サイン Signs                                              | 十川誠志          | 西森章   | 佐藤真人 | 成松義人、袴田裕二 新宮祐介                   |
| 第10話 | ジ・オーメン The Omen                                     | 十川誠志          | あきとし | 大塚隆寛 | 八木元喜、柳瀬讓二 糸島雅彦                   |
| 第11話 | フューリー・ロード Fury Road                              | 大野木寛          | 河本昇悟 | 門田英彦 | 權容祥、瀬戸良兼 瀬尾康博、桜井木の実         |
| 第12話 | リターン・オブ・ダークドラゴン Return of the Dark Dragon  | 大野木寛          | 河本昇悟 | 伊藤史夫 | 藤崎真吾                                      |
| 第13話 | ドラゴン・ハート Dragon's Heart                           | 大野木寛          | 近藤信宏 | 鈴木勇士 | 渡辺健一、柴田ユウジ しんぼたくろう、竹森由加 |

### 放送局・配信サイト
| 放送期間               | 放送時間                     | 放送局     | 対象地域   | 備考                      |
| ---------------------- | ---------------------------- | ---------- | ---------- | ------------------------- |
| 2016年4月5日 - 6月28日 | 火曜 1:35 - 2:05（月曜深夜） | テレビ東京 | 関東広域圏 | 製作参加                  |
|                        |                              | テレビ大阪 | 大阪府     |                           |
|                        | 火曜 3:05 - 3:35（月曜深夜） | テレビ愛知 | 愛知県     |                           |
| 2016年4月6日 - 6月29日 | 水曜 0:30 - 1:00（火曜深夜） | AT-X       | 日本全域   | CS放送 / リピート放送あり |

| 配信期間               | 配信時間                 | 配信サイト         | 備考 |
| ---------------------- | ------------------------ | ------------------ | ---- |
| 2016年4月6日 - 6月29日 | 水曜 12:00 更新          | GYAO!              |      |
|                        |                          | 楽天SHOWTIME       |      |
|                        |                          | バンダイチャンネル |      |
|                        |                          | ビデオマーケット   |      |
|                        |                          | ムービーフルplus   |      |
|                        |                          | U-NEXT             |      |
|                        |                          | DMM.com            |      |
|                        |                          | ニコニコ動画       |      |
|                        |                          | PlayStation Store  |      |
|                        |                          | Google Play        |      |
|                        |                          | Amazonビデオ       |      |
|                        |                          | HAPPY動画          |      |
|                        |                          | ひかりTV           |      |
|                        |                          | アニメ放題         |      |
|                        |                          | dアニメストア      |      |
|                        |                          | ふらっと動画       |      |
|                        | 水曜 22:00 -             | LINE LIVE          |      |
|                        | 水曜 23:00 -             | ニコニコ生放送     |      |
| 2016年4月8日 - 7月1日  | 金曜 0:00 更新(木曜深夜) | ベストヒット動画   |      |
|                        |                          | TSUTAYA TV         |      |
|                        |                          | J:COMオンデマンド  |      |